# Нови Град
Нови Град (раније Босански Нови) је градско насеље и сједиште истоимене општине у Републици Српској, БиХ. Према прелиминарним подацима пописа становништва 2013. године, у насељеном мјесту Нови Град укупно је пописано 11.063 лица.

## Географија
Нови Град је смјештен на ушћу ријеке Сане у Уну, на важној раскрсници путева из Панонске низије према планинско — котлинској области Динарског планинског система. Лежи на 45° сјеверне географске ширине, на надморској висини од 216 метара. Град је смјештен на десној обали Уне и на обе стране ријеке Сане, боље речено на двије геоморфолошке цјелине: у алувијалним долинама Уне и Сане и падинама Грмеча и Козаре.

## Историја
Нови Град је био највећа раскрсница друмског и жељезничког саобраћаја у Поуњу и у бившој Југославији, а сада између Републике Српске, Републике Хрватске и Федерације БиХ. Управо тај моменат чворишног значаја омогућио је најраније насељавање од праисторије до данас. Овдје су се стално укрштали и укрштају се интереси великих сила, па је град био увијек у граничном простору, од настанка 1280. године до данас. Прво је био на граници средњовјековне Босне и Угарске, касније турског и аустроугарског царства, до данашњих граница послије цијепања друге Југославије.
Површина урбаног подручја града износи 13,31 km, а укупна површина катастарске општине 26,5 km. На сјеверозападу граничи се током ријеке Уне са Републиком Хрватском, а на југу и југозападу са сеоским насељима Рудице, Чађавица и Црна Ријека. На источној страни са селима Масловаре и Благај, Јапра и Благај Ријека, а са сјевера са селима Пољавнице и Мазић.
Нови Град је само по имену ново насеље, јер се у сачуваним и проученим документима спомиње први пут 1217. године, мада се историчари више слажу у мишљењу да је град основан 1280. године.
Шире подручје града било је насељено још у античко доба о чему свједоче археолошка налазишта у селу Доњи Ракани и у долини рјечице Јапре. Прво насеље није могло настати на данашњем градском подручју јер је било изложено плављењу ријека Уне и Сане.
Град је најприје настао из два подграда /субурбија/ — Поднови и Устисана, под Кулинским брдом на којем је стајао тврди каштел акрополског типа који је припадао кнезовима Бабоњићима за надзор ријечног и друмског саобраћаја долинама Уне и Сане које се управо састају испод Кулинског брда, гдје су први зачеци Новог Града.
Средњовјековне географске мапе и стари документи врло често спомињу ово утврђење у разним варијантама његовог имена као Нови Град, Ново Кастро, Новиградец, Каструм, Ујвар, итд. Био је то невелик, али у то доба хладног оружја тешко приступачан град, с једном донжон — кулом са четири спрата, обором, капикулама и два камена зидана објекта за смјештај посаде. Турски Мустафа-паша Босански је ипак 1463. године "опленио" тај град. Његово подграде Поднови било је смјештено на сјеверним падинама Кулског брда (данас Туњица и Лонџа), а подграде Устисана на данашњој локацији жељезничке станице Нови Град. То је данас градска четврт Прекосање гдје је вјероватно било ријечно пристаниште за унско — санске лађаре.
Пад средњовјековне Босне под турску власт приморало је кнезове Бабоњиће, који су се због утврђења Благај Града прозивали благајски, да створе савез са кнезовима Зринским како би се ујединили и сузбили турску инвазију. Захваљујући тој привременој слози, ови великаши успјели су 1483. године нанијети тежак пораз турској провалној војсци. Међутим, слога домаћих феудалаца била је кратког вијека и само је привремено одгађала пад Новог Града под турску власт. Године 1519. послиједњи пут на Кулском брду се спомиње подграде Устисана. Још раније је био угрожен Благај Град смјештен у долини Сане, источно од Новог Града на удаљености од 7 km. Турци су 1537. године дефинитивно заузели Благај Град, из њега протјерали посаду и поставили своје мустафхизе. Негдје у то вријеме пао је и Нови на Кулском брду, али су Зрински још крајем петнаестог вијека изградили Нови Нови на лијевој обали Уне да би се даље штитили од турских продора. То је успорило турско надирање на запад, али није спријечило страховита пустошења њихових провалничких војски, које су економски упропастиле читаву област. Аустријске посаде су одољевале нападима све до 1556. године, када је послије пада тврђаве Костајница турски војвода Малкоч — бег освојио град Нови Нови 1557. године.
Освајањем Новог Града Турци су ово утврђење претворили у важну војну базу за даљи продор ка Бечу. Изграђен је мост преко ријеке Уне, а град је врло брзо насељен муслиманским становништвом. Овај Нови Град је остао под турском влашћу све до 1687. године, када га је ослободила банска војска Петра Ердедија. Муслиманско становништво пребјегло је преко Уне у Босну и на простору аде Јеленице, данас градски кварт Стари Град, изградило тврђаву од балвана и насипа на простору од хотела „Уна“ до градског музеја. Године 1726, почело је зидање новог утврђења од тесаног, квалитетног камена тако да је по његовом завршетку био готово неосвојив за ондашња нападна дејства и оружја. Према постојећим скицама турска тврђава Турски Нови имала је зидове високе 7 м, јарак широк 6 м, а дубок 3 м, била је дугачка 200 м, широка 150 м, те имала 5 бастиона (табија) и двије капикуле (улазне куле).
У Тврђаву се улазило преко два моста — ланчаника, а јарком око тврђаве текла је вода из Уне. Освојена је само једанпут 1788. године, послије многих јуриша и дуге опсаде двадесетоструко јаче војске аустријског фелдмаршала Ернеста Гидеона фон Лаудона, захваљујући великој премоћи у људству и артиљеријским оруђима. Послије тога граница се ипак стабилизовала на Уни тако да су Турци остали у Новом Граду све до 1878. године.
Године 1878. по одлуци Берлинског конгреса Аустроугарска је окупирала Босну и Херцеговину и тако заузела, без отпора, Нови Град. Окупационе власти су 1894. године до темеља порушиле импозантну новску тврђаву, а њен материјал уграђен је у разне јавне и приватне објекте. Сљедеће године, из политичких разлога, административно му је промијењено име у Босански Нови, које је носио све до 17. децембра 1992. године (Сл. гласник РС 20/92) када је враћено старо име општини и насељу — Нови Град."
Бетонски мост преко Сане је изграђен 1937. године

### Други свјетски рат
Између 30. јула и 5. августа 1941. у Босанском Новом је извршен покољ Срба из целог среза. Око 150 Срба из Босанског Новог и околине затворено је 31. јула. Ноћи између 31. јула и 1. августа сви затвореници су одведени на мост преко Уне, заклани и бачени у воду. Првог августа усташе су „проваљивали у српске куће, изводили поједине Србе, па чак и децу, једне пред њиховим кућама, на улици убијали и затрпавали, друге бацали у Сану и Уну, неке водили у затвор среског начелства“. Мисли се да је те ноћи између 1. и 2. августа, „преко 300 Срба из Босанског Новог и непосредне околине убијено на улицама“. Те исте ноћи убијено је у затвору начелства око 40 Срба, а 40 су повезани једним конопцем, одведени на обалу Уне, натерани у воду и потом из пушке убијени. „Пуким случајем пушчани меци пресеку конопац којим су Срби били везани, те се петорица одвоје из групе и спасу пливањем“. Од оних који су препливали Уну и испливали на другу страну, 1947. била су жива још двојица, Алекса Миљанић и Јанко Чубро.На Светог Илију, 2. августа, Србима из Босанског Новог било је забрањено да излазе на улице. Тог дана већ рано изјутра, усташе су из околних села довеле сељаке у затворе среског начелства, среског суда и полиције, а ноћу између 2. и 3. августа одведени су на марвени трг, поубијани и бачени у Уну, те ноћи убијено је око 35 Срба. На сличне начине вршени су покољи у селима среза Босанског Новог. У томе су учествовали домаћи Хрвати и муслимани заједно са усташама који су дошли из Загреба и Петриње по вођством шефа усташке полиције у Загребу Божидара Церовског, Усташки таборник у Босанском Новом Ахмет Церић-Календарац (бег) зауставио је воз у којем је био један вагон пун оружја и разделио га муслиманима из места и околине са наредбом да убијају Србе: мушко, женско, старо и младо, где год кога виде. Сматра се да је у ових шест дана покоља убијено око 5.000 Срба у селом срезу. Муслиман усташа Келић из Босанског Новог каже да је сам заклао и убио око 1.100 Срба. Интересантно је да су Србима из Босанског Новог свукли одело „а некога до гола“ па су их онда убијали или клали. Новац и одело убице су поделиле између себе. Због великог страдања Срба из Босанског Новог и других места Босанске Крајине. Народ и дан данас пева песму:
„Кад би Уна ил` Сава говорити знале,
Колико су Срба прогутале,
Колико је око Уне-Сане врба,
Још је више прогутала Срба“!
Приликом припремања масовног покоља у Босанком Новом среско начелство обзнанило је да ће сваки Србин који пређе у римокатоличку веру бити заштићен. Због тога су многи поднели молбе за прелазак. А било је и случајева да је за поједине Србе, које су усташе тражиле да убију, родбина узимала потврду од жупника да се покрстио и тако га спасавала.
У селу Масловарама, срез Босански Нови, удовица Стака Карлица имала је шест ожењених синова. Једног дана усташе су их истерале из куће и наредиле им да у дворишту ископају за себе дубоку раку, па их онда сву шесторицу поубијали и секирама и пушкама у присуству мајке и жена. После тога наредили су мајци и њиховим женама да их затрпају у ископаној јами. Мајка није хтела, узела је једну крваву секиру и из све снаге се лупила оштрицом по глави, засекавши се до самог мозга, од чега је после кратког времена умрла. По њеној изричитој жељи снаје су је сахраниле заједно са синовима.
У срезу Босански Нови спаљена су цела села: Жуће, Мајић, Добрљин, Горње и Доње Водичево, Петковац, Љешљани, Куљани и заселак Бојиште, затим 3/4 села Пољавнице, 2/3 села Равнице, 1/2 села Дервише и др.

### Распад СФРЈ
У рату током распада Југославије, септембра 1995. године подручје општине Нови Град је нападнуто од стране војске Републике Хрватске (хрватска операција Уна) и Армије РБиХ (муслиманска операција Сана). Ове нападе је одбранила Војска Републике Српске.

## Спорт
Нови Град је сједиште фудбалског клуба Слобода.

## Становништво
| Националност       | 2013.  | 1991.  | 1981.  | 1971. | 1961. | 1953. | 1948. |
| Муслимани          |        | 6.844  | 5.211  | 5.520 | 2.289 |       |       |
| Срби               |        | 5.079  | 3.900  | 3.610 | 2.579 | 1.693 |       |
| Југословени        |        | 1.103  | 2.647  | 308   | 1.472 | 2.622 |       |
| Хрвати             |        | 188    | 217    | 287   | 604   | 509   |       |
| Албанци            |        |        | 77     | 20    | 33    |       |       |
| Роми               |        |        | 66     |       |       |       |       |
| Црногорци          |        |        | 16     | 18    | 9     | 2     |       |
| Словенци           |        |        | 8      | 11    | 13    | 18    |       |
| Мађари             |        |        | 1      | 1     | 6     |       |       |
| Македонци          |        |        | 1      |       | 4     | 7     |       |
| Чеси               |        |        |        |       |       | 5     |       |
| Руси               |        |        |        |       |       | 1     |       |
| остали и непознато |        | 286    | 42     | 74    | 14    | 27    |       |
| Укупно             | 11.063 | 13.500 | 12.186 | 9.849 | 7.023 | 4.884 | 4.070 |

| Демографија | Демографија | Демографија |
| Година      | Становника  | Становника  |
| ----------- | ----------- | ----------- |
| 1948.       | 4.070       |             |
| 1953.       | 4.884       |             |
| 1961.       | 7.023       |             |
| 1971.       | 9.849       |             |
| 1981.       | 12.186      |             |
| 1991.       | 13.500      |             |
| 2013.       | 11.063      |             |

## Знамените личности
- Лазар Дрљача, сликар
- Радмила Дрљача, рукометашица
- Љубо Јандрић, књижевник
- Стојан Ћелић, сликар и професор Београдског Универзитета
- Божидарка Фрајт, глумица
- Михаило Ђурић, народни херој Југославије
- Давид Пајић, народни херој Југославије
- Осте Ерцег, сликар из Ракана код Новог Града
- Мустафа Надаревић, глумац
- Бисера Велетанлић, естрадна умјетница
- Сенка Велетанлић, естрадна умјетница
- Демир Хотић, фудбалер
- Ненад Сузић, бивши министар просвете Републике Српске